# Ortigia Sport Club
L'Ortigia Sport Club è stata la prima società calcistica di Siracusa e allo stesso tempo della ex provincia di Siracusa, nonché una delle prime nella Sicilia orientale, attiva dal 1907 al 1915.
I colori sociali del club sono stati il verde e il bianco.

## Storia

Una formazione dell’Ortigia Sport Club, nel match finito in parità con lo Sport Club Megara

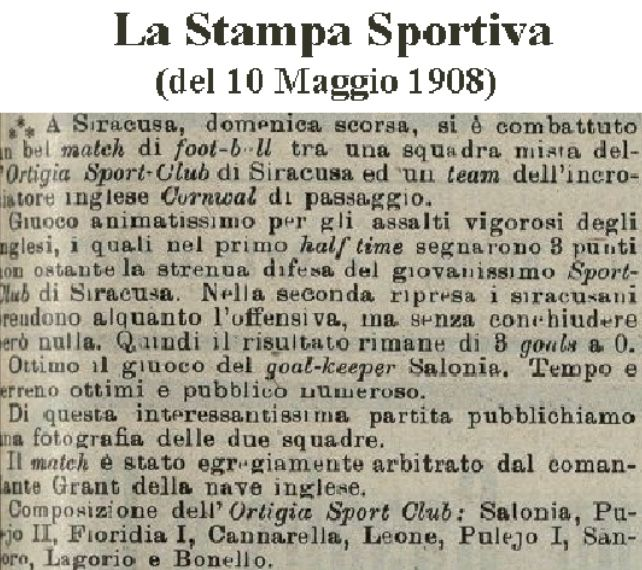
La Stampa Sportiva - articolo del 10 maggio 1908

L'Ortigia disputava i suoi incontri non lontani dalla sua isola, cioè nella terraferma siracusana e precisamente nel campo del foro siracusano corrispondente agli odierni villini, cioè la storica villa comunale aretusea tagliata in due dal corso Umberto. 
Delle gare disputate, esclusivamente a carattere amichevole contro squadre locali o siciliane o contro squadre estere (generalmente di marinai), viene riportato negli archivi il match contro un team dell'incrociatore inglese Cornwall di passaggio a Siracusa. 
La gara, disputata il 10 maggio 1908 come riportato nell'articolo de La Stampa Sportiva, terminò con il punteggio di 3-0 per gli inglesi, e l'arbitro fu per l'occasione il comandante britannico Grant. Di quella partita si riporta una giornata soleggiata con buona presenza di pubblico, e un arrembante team inglese che già nella prima frazione di gioco realizzò i suoi tre gol, passivo troppo pensante in virtù del fatto che l'organico dell’Ortigia Sport Club era composto da atleti giovanissimi. Nonostante tutto, viene evidenziata la buona prestazione dell'aretuseo Salonia. Di seguito i biancoverdi scesi in campo:
Salonia, Pulejo II, Floridia I, Cannarella, Leone, Pulejo I, Santoro, Lagorio e Bonello.
Il 12 luglio 1908 viene eletto il comitato per la stagione 1908-1909, che prevedeva come Presidente il Tenente Francesco Scordia, cassiere Giulio Pulejo, revisore dei conti i signori Ettore Bonetto e Giuseppe Cannarella, capitano 1° team Marcello Pulejo.
La compagine biancoverde ha preso parte l'anno successivo alla Coppa Lipton (torneo calcistico di spicco dell'Italia meridionale che fu) arrivando a disputare precisamente il 10 aprile 1909 la semifinale a Palermo contro il Palermo Football Club, vinta dai locali col punteggio di 4-2 nonostante la vittoria a tavolino nel prepartita a causa dello schieramento di giocatori professionisti tra le file dell'Ortigia, espressamente vietato dai regolamenti dell'epoca. L'incontro fu comunque disputato come amichevole. 
Eccetto sporadiche apparizioni a livello provinciale (viene riportato negli archivi anche un pareggio contro il Megara Augusta), da quel momento non si avranno più notizie del club isolano, se non della sua definitiva scomparsa coincisa con lo scoppio della prima guerra mondiale.